# Delias virgo
Delias virgo is een vlindersoort uit de familie van de Pieridae (witjes), onderfamilie Pierinae.
Delias virgo werd in 1992 beschreven door Gerrits & van Mastrigt.